# Radeon RX Navi
Radeon RX 5000 — серия видеокарт, производимых группой Radeon, структурным подразделением компании Advanced Micro Devices. Эти карты используют ядра архитектуры Navi, память GDDR6 и изготовлены по техпроцессу 7 нм. Графические ядра Navi относятся к поколению RDNA. Первые видеокарты на архитектуре Navi были представлены 27 мая 2019 года на специальном мероприятии, предваряющем открытие выставки Computex 2019.

## Технические характеристики

### Настольные
| Модель (Кодовое название)                            | Дата выпуска и стартовая цена (USD)   | Архитектура и техпроцесс (нм) | Транзисторы (млрд.) и площадь | Ядро              | Ядро         | Ядро       | Пиковая скорость заполнения | Пиковая скорость заполнения | Скорость вычислений GFLOPS | Скорость вычислений GFLOPS | Скорость вычислений GFLOPS | Память             | Память     | Память             | Память                        | TDP (Вт) | API (версия) | API (версия) | API (версия) | API (версия) | API (версия) | Интерфейс ввода-вывода           |
| Модель (Кодовое название)                            | Дата выпуска и стартовая цена (USD)   | Архитектура и техпроцесс (нм) | Транзисторы (млрд.) и площадь | Конфигурация ядра | Частота, МГц | Boost, МГц | Текстур, (Гига-текселей/с)  | Пикселей, (Гига-пикселей/с) | Половинная точность        | Одинарная точность         | Двойная точность           | Тип и ширина (бит) | Объём (ГБ) | Частота (МТранс/с) | Пропускная способность (ГБ/с) | TDP (Вт) | DirectX      | Vulkan       | OpenGL       | OpenCL       | Mantle       | Интерфейс ввода-вывода           |
| ---------------------------------------------------- | ------------------------------------- | ----------------------------- | ----------------------------- | ----------------- | ------------ | ---------- | --------------------------- | --------------------------- | -------------------------- | -------------------------- | -------------------------- | ------------------ | ---------- | ------------------ | ----------------------------- | -------- | ------------ | ------------ | ------------ | ------------ | ------------ | -------------------------------- |
| Radeon RX 5300 (Navi 14)                             | 28 августа 2020 OEM                   | RDNA TSMC 7                   | 6.4×109 158 mm2               | 1408:88:32 22 CU  | 1327         | 1645       | 116.8 144.8                 | 42.46 52.64                 | 7,474 9,265                | 3,737 4,632                | 233.5 289.5                | GDDR6 96-bit       | 3          | 14000              | 168                           | 100      | 12.0         | 1.3          | 4.6          | 2.0          | Да           |                                  |
| Radeon RX 5300 XT (Navi 14)                          | 7 октября 2019                        | RDNA TSMC 7                   | 6.4×109 158 mm2               | 1408:88:32 22 CU  | 1670         | 1845       | 146.7 162.4                 | 53.44 59.04                 | 9,405 10,390               | 4,703 5,196                | 293.9 324.7                | GDDR5 128-bit      | 4          | 7000               | 112                           | 100      | 12.0         | 1.3          | 4.6          | 2.0          | Да           |                                  |
| Radeon RX 5500 (Navi 14)                             | 7 октября 2019                        | RDNA TSMC 7                   | 6.4×109 158 mm2               | 1408:88:32 22 CU  | 1670         | 1845       | 146.7 162.4                 | 53.44 59.04                 | 9.405 10.390               | 4.703 5.196                | 293.9 324.7                | GDDR6 128-bit      | 4          | 14000              | 224                           | 150      | 12.0         | 1.3          | 4.6          | 2.0          | Да           | PCIe 4.0 ×8 (с коннектором x16 ) |
| Radeon RX 5500 XT (Navi 14)                          | 12 декабря 2019 $169 (4GB) $199 (8GB) | RDNA TSMC 7                   | 6.4×109 158 mm2               | 1408:88:32 22 CU  | 1717         | 1845       | 151.1 162.4                 | 54.94 59.04                 | 9,670 10,390               | 4,835 5,196                | 302.2 324.7                | GDDR6 128-bit      | 4 или 8    | 14000              | 224                           | 130      | 12.0         | 1.3          | 4.6          | 2.0          | Да           | PCIe 4.0 ×8 (с коннектором x16 ) |
| Radeon RX 5600 (Navi 10)                             | 21 января 2020 $200/$279(XT)          | RDNA TSMC 7                   | 10,3⋅109 251 мм2              | 2048:128:64 32 CU | 1375         | 1560       | 176 199.7                   | 88 99.84                    | 11,264 12,780              | 5,632 6,390                | 352 399.4                  | GDDR6 192-bit      | 6          | 12000              | 288                           | 150      | 12.0         | 1.3          | 4.6          | 2.0          | Да           | PCIe 4.0 ×16                     |
| Radeon RX 5600 XT (Navi 10)                          | 21 января 2020 $200/$279(XT)          | RDNA TSMC 7                   | 10,3⋅109 251 мм2              | 2304:144:64 36 CU | 1375         | 1750       | 198 252                     | 88 112                      | 12,675 16,131              | 6,337 8,066                | 396 504                    | GDDR6 192-bit      | 6          | 12000-14000        | 288- 336                      | 150-160  | 12.0         | 1.3          | 4.6          | 2.0          | Да           | PCIe 4.0 ×16                     |
| Radeon RX 5700(Navi 10)                              | 7 июля 2019 $349                      | RDNA TSMC 7                   | 10,3⋅109 251 мм2              | 2304:144:64 36 CU | 1465         | 1725       | 210.9 248.4                 | 93.7 110.4                  | 13.5 15.9                  | 6.75 7.95                  | 421.9 496.8                | GDDR6 256          | 8          | 14000              | 448                           | 180      | 12.0         | 1.3          | 4.6          | 2.0          | Да           | PCIe 4.0 ×16                     |
| Radeon RX 5700 XT(Navi 10)                           | 7 июля 2019 $399                      | RDNA TSMC 7                   | 10,3⋅109 251 мм2              | 2560:160:64 40 CU | 1605         | 1905       | 256.8 304.8                 | 102.7 121.9                 | 16.44 19.51                | 8.22 9.75                  | 513.6 609.6                | GDDR6 256          | 8          | 14000              | 448                           | 225      | 12.0         | 1.3          | 4.6          | 2.0          | Да           | PCIe 4.0 ×16                     |
| Radeon RX 5700 XT 50th Anniversary Edition (Navi 10) | 7 июля 2019 $449                      | RDNA TSMC 7                   | 10,3⋅109 251 мм2              | 2560:160:64 40 CU | 1680         | 1980       | 268.8 316.8                 | 107.5 126.7                 | 17.21 20.28                | 8.6 10.14                  | 537.6 633.6                | GDDR6 256          | 8          | 14000              | 448                           | 235      | 12.0         | 1.3          | 4.6          | 2.0          | Да           | PCIe 4.0 ×16                     |

1. ↑  Количество унифицированных шейдеров : Количество текстурных блоков (TMU) : Количество блоков растеризации (ROP) и Compute Units (CU)
2. 1 2 3 4  Значения Boost указаны ниже базового значения курсивом.
3. ↑  Скорость заполнения текселей вычисляется как произведение числа текстурных блоков на базовую (и разогнанную) частоту ядра.
4. ↑  Скорость заполнения пикселей вычисляется как произведение числа блоков растеризации на базовую (и разогнанную) частоту ядра.
5. ↑  Скорость вычислений одинарной точности вычисляется как произведение двойного числа универсальных шейдеров на частоту ядра (базовая (Boost)).

### Мобильные
| Модель          | Дата выпуска   | Архитектура и техпроцесс (нм) | Ядро              | Ядро         | Пиковая скорость заполнения  | Пиковая скорость заполнения   | Скорость вычислений GFLOPS | Память             | Память     | Память              | Память                         | TDP (Вт) |
| Модель          | Дата выпуска   | Архитектура и техпроцесс (нм) | Конфигурация ядра | Частота, МГц | Текстур, ( Гига- текселей/с) | Пикселей, ( Гига-пикселей/ с) | Скорость вычислений GFLOPS | Тип и ширина (бит) | Объём (ГБ) | Частота ( МТранс/с) | Пропускная способность ( ГБ/с) | TDP (Вт) |
| --------------- | -------------- | ----------------------------- | ----------------- | ------------ | ---------------------------- | ----------------------------- | -------------------------- | ------------------ | ---------- | ------------------- | ------------------------------ | -------- |
| Radeon RX 5300M | 13 Ноября 2019 | RDNA TSMC 7                   | 1408:88:32 22 CU  | 1000 1445    | 127.2                        | 46.2                          | 4069                       | GDDR6 96           | 3          | 14000               | 168                            | 85       |
| Radeon RX 5500M | 7 октября 2019 | RDNA TSMC 7                   | 1408:88:32 22 CU  | 1375 1645    | 144.8                        | 52.6                          | 4632                       | GDDR6 128          | 4          | 14000               | 224                            | 85       |
| Radeon RX 5600M | 2020           | RDNA TSMC 7                   | 2304:144:64 36 CU | 1000 1265    | 182.2                        | 81                            | 5829                       | GDDR6 192          | 6          | 12000               | 288                            | 150      |
| Radeon RX 5700M | 2020           | RDNA TSMC 7                   | 2304:144:64 36 CU | 1465 1720    | 247.7                        | 110.1                         | 7926                       | GDDR6 256          | 8          | 12000               | 384                            | 180      |

1. ↑  Количество унифицированных шейдеров : Количество текстурных блоков (TMU) : Количество блоков растеризации (ROP) и Compute Units (CU)
2. 1 2  Значения Boost указаны ниже базового значения курсивом.
3. ↑  Скорость заполнения текселей вычисляется как произведение числа текстурных блоков на базовую (и разогнанную) частоту ядра.
4. ↑  Скорость заполнения пикселей вычисляется как произведение числа блоков растеризации на базовую (и разогнанную) частоту ядра.

### Рабочая станция

#### Radeon Pro 5000
Графические процессоры на основе RDNA, используемые внутри Apple iMac (Retina 5K, 27 дюймов, 2020 г.).
| Модель (Кодовое название)    | Дата выпуска   | Архитектура и техпроцесс (нм) | Транзисторы (млрд.) и площадь | Ядро              | Ядро         | Пиковая скорость заполнения  | Пиковая скорость заполнения   | Скорость вычислений GFLOPS | Скорость вычислений GFLOPS | Скорость вычислений GFLOPS | Память             | Память     | Память              | Память                         | TDP   | Интерфейс ввода-вывода |
| Модель (Кодовое название)    | Дата выпуска   | Архитектура и техпроцесс (нм) | Транзисторы (млрд.) и площадь | Конфигурация ядра | Частота, МГц | Текстур, ( Гига- текселей/с) | Пикселей, ( Гига-пикселей/ с) | Половинная точность        | Одинарная точность         | Двойная точность           | Тип и ширина (бит) | Объём (ГБ) | Частота ( МТранс/с) | Пропускная способность ( ГБ/с) | TDP   | Интерфейс ввода-вывода |
| ---------------------------- | -------------- | ----------------------------- | ----------------------------- | ----------------- | ------------ | ---------------------------- | ----------------------------- | -------------------------- | -------------------------- | -------------------------- | ------------------ | ---------- | ------------------- | ------------------------------ | ----- | ---------------------- |
| Radeon Pro 5300 (Navi 14)    | 4 августа 2020 | RDNA TSMC 7                   | 6.4×109 158 mm2               | 1280:80:32 20 CU  | 1000 1650    | 80 132                       | 32 52.8                       | 5,120 8,448                | 2,560 4,224                | 160 264                    | GDDR6 128-bit      | 4          | 14000               | 224                            | 130 W | PCIe 4.0 ×8            |
| Radeon Pro 5500 XT (Navi 14) | 4 августа 2020 | RDNA TSMC 7                   | 6.4×109 158 mm2               | 1536:96:32 24 CU  | 1187 1757    | 114 168.7                    | 38 56.2                       | 7,292 10,796               | 3,646 5,398                | 227.9 337.3                | GDDR6 128-bit      | 8          | 14000               | 224                            | 130 W | PCIe 4.0 ×8            |
| Radeon Pro 5700 (Navi 10)    | 4 августа 2020 | RDNA TSMC 7                   | 10.3×109 251 mm2              | 2304:144:64 36 CU | 1243 1350    | 179 194.4                    | 79.6 86.4                     | 11,456 12,442              | 5,728 6,221                | 358 388.8                  | GDDR6 256-bit      | 8          | 12000               | 384                            | 130 W | PCIe 4,0 ×16           |
| Radeon Pro 5700XT (Navi 10)  | 4 августа 2020 | RDNA TSMC 7                   | 10.3×109 251 mm2              | 2560:160:64 40 CU | 1243 1499    | 198.9 239.8                  | 79.6 95.94                    | 12,728 15,350              | 6,364 7,675                | 397.8 479.7                | GDDR6 256-bit      | 16         | 12000               | 384                            | 130 W | PCIe 4,0 ×16           |

1. ↑  Количество унифицированных шейдеров : Количество текстурных блоков (TMU) : Количество блоков растеризации (ROP) и Compute Units (CU)

#### Radeon Pro W5000
| Модель (Кодовое название)  | Дата выпуска и цена      | Архитектура и техпроцесс (нм) | Транзисторы (млрд.) и площадь | Ядро              | Ядро         | Пиковая скорость заполнения  | Пиковая скорость заполнения   | Скорость вычислений GFLOPS | Скорость вычислений GFLOPS | Скорость вычислений GFLOPS | Память             | Память     | Память              | Память                         | TDP   | Интерфейс ввода-вывода |
| Модель (Кодовое название)  | Дата выпуска и цена      | Архитектура и техпроцесс (нм) | Транзисторы (млрд.) и площадь | Конфигурация ядра | Частота, МГц | Текстур, ( Гига- текселей/с) | Пикселей, ( Гига-пикселей/ с) | Половинная точность        | Одинарная точность         | Двойная точность           | Тип и ширина (бит) | Объём (ГБ) | Частота ( МТранс/с) | Пропускная способность ( ГБ/с) | TDP   | Интерфейс ввода-вывода |
| -------------------------- | ------------------------ | ----------------------------- | ----------------------------- | ----------------- | ------------ | ---------------------------- | ----------------------------- | -------------------------- | -------------------------- | -------------------------- | ------------------ | ---------- | ------------------- | ------------------------------ | ----- | ---------------------- |
| Radeon Pro W5500 (Navi 14) | 10 февраля 2020 $399 USD | RDNA TSMC 7                   | 6.4×109 158 mm2               | 1408:88:32 22 CU  | 1744 1855    | 153.4 163.2                  | 55.8 59.36                    | 9,822 10,450               | 4,911 5,224                | 306.9 326.5                | GDDR6 128-bit      | 8          | 14000               | 224                            | 125 W | PCIe 4,0 ×8            |
| Radeon Pro W5700 (Navi 10) | 19 ноября 2019 $799 USD  | RDNA TSMC 7                   | 10.3×109 251 mm2              | 2304:144:64 36 CU | 1400 1880    | 201.6 270.7                  | 89.6 120.3                    | 12,902 17,330              | 6,451 8,663                | 403.2 541.4                | GDDR6 256-bit      | 8          | 14000               | 448                            | 205 W | PCIe 4,0 ×16           |

1. ↑  Количество унифицированных шейдеров : Количество текстурных блоков (TMU) : Количество блоков растеризации (ROP) и Compute Units (CU)

#### Radeon Pro W5000X
| Модель (Кодовое название)   | Дата выпуска    | Архитектура и техпроцесс (нм) | Транзисторы (млрд.) и площадь | Ядро              | Ядро         | Пиковая скорость заполнения  | Пиковая скорость заполнения   | Скорость вычислений GFLOPS | Скорость вычислений GFLOPS | Скорость вычислений GFLOPS | Память             | Память     | Память              | Память                         | TDP   | Интерфейс ввода-вывода |
| Модель (Кодовое название)   | Дата выпуска    | Архитектура и техпроцесс (нм) | Транзисторы (млрд.) и площадь | Конфигурация ядра | Частота, МГц | Текстур, ( Гига- текселей/с) | Пикселей, ( Гига-пикселей/ с) | Половинная точность        | Одинарная точность         | Двойная точность           | Тип и ширина (бит) | Объём (ГБ) | Частота ( МТранс/с) | Пропускная способность ( ГБ/с) | TDP   | Интерфейс ввода-вывода |
| --------------------------- | --------------- | ----------------------------- | ----------------------------- | ----------------- | ------------ | ---------------------------- | ----------------------------- | -------------------------- | -------------------------- | -------------------------- | ------------------ | ---------- | ------------------- | ------------------------------ | ----- | ---------------------- |
| Radeon Pro W5500X (Navi 14) | 2020            | RDNA TSMC 7                   | 6.4×109 158 mm2               | 1536:96:32 24 CU  | 1757         | 153.4 163.2                  | 163.2                         | 11,200                     | 5,600                      | 326.5                      | GDDR6128-bit       | 4          | 14000               | 224                            | 130 W | PCIe 4,0 ×8            |
| Radeon Pro W5700X (Navi 10) | 11 декабря 2019 | RDNA TSMC 7                   | 10.3×109 251 mm2              | 2560:160:64 40 CU | 1400 1880    | 1243 1860                    | 198.8 297.6                   | 12,728 19,046              | 6,364 9,523                | 397.8 595.2                | GDDR6 256-bit      | 8          | 14000               | 448                            | 250 W | PCIe 4,0 ×16           |

1. ↑  Количество унифицированных шейдеров : Количество текстурных блоков (TMU) : Количество блоков растеризации (ROP) и Compute Units (CU)

### Мобильная рабочая станция

#### Radeon Pro 5000M
| Модель (Кодовое название)  | Дата выпуска | Архитектура и техпроцесс (нм) | Транзисторы (млрд.) и площадь | Ядро              | Ядро         | Пиковая скорость заполнения  | Пиковая скорость заполнения   | Скорость вычислений GFLOPS | Скорость вычислений GFLOPS | Скорость вычислений GFLOPS | Память             | Память     | Память              | Память                         | TDP (Вт) | Интерфейс ввода-вывода |
| Модель (Кодовое название)  | Дата выпуска | Архитектура и техпроцесс (нм) | Транзисторы (млрд.) и площадь | Конфигурация ядра | Частота, МГц | Текстур, ( Гига- текселей/с) | Пикселей, ( Гига-пикселей/ с) | Половинная точность        | Одинарная точность         | Двойная точность           | Тип и ширина (бит) | Объём (ГБ) | Частота ( МТранс/с) | Пропускная способность ( ГБ/с) | TDP (Вт) | Интерфейс ввода-вывода |
| -------------------------- | ------------ | ----------------------------- | ----------------------------- | ----------------- | ------------ | ---------------------------- | ----------------------------- | -------------------------- | -------------------------- | -------------------------- | ------------------ | ---------- | ------------------- | ------------------------------ | -------- | ---------------------- |
| Radeon Pro 5300M (Navi 14) | Ноябрь 2019  | RDNA TSMC 7                   | 6,4 × 10 9 155 mm2            | 1280:80:32 20 CU  | 1000 1250    | 100                          | 40                            | 5,120 6,400                | 2,560 3,200                | 160.0 200.0                | GDDR6 128-bit      | 4          | 12000               | 192.0                          | 50       | PCIe 4,0 ×16           |
| Radeon Pro 5500M (Navi 14) | Ноябрь 2019  | RDNA TSMC 7                   | 6,4 × 10 9 155 mm2            | 1536:96:32 24 CU  | 1000 1300    | 124.8                        | 41.6                          | 6,144 8,908                | 3,072 4,454                | 192.0 278.4                | GDDR6 128-bit      | 4 или 8    | 12000               | 192.0                          | 50       | PCIe 4,0 ×16           |
| Radeon Pro 5600M (Navi 12) | Июнь 2020    | RDNA TSMC 7                   | 10.3×109 251 mm2              | 2560:160:64 40 CU | 1000 1030    | 164.8                        | 65.9                          | 10,240 10,598              | 5,120 5,299                | 320.0 331.2                | HBM2 2048-bit      | 8          | 1540                | 394.0                          | 50       | PCIe 4,0 ×16           |

1. ↑  Количество унифицированных шейдеров : Количество текстурных блоков (TMU) : Количество блоков растеризации (ROP) и Compute Units (CU)

#### Radeon Pro W5000M
| Модель (Кодовое название)   | Дата выпуска    | Архитектура и техпроцесс (нм) | Транзисторы (млрд.) и площадь | Ядро              | Ядро         | Пиковая скорость заполнения  | Пиковая скорость заполнения   | Скорость вычислений GFLOPS | Скорость вычислений GFLOPS | Скорость вычислений GFLOPS | Память             | Память     | Память              | Память                         | TDP     | Интерфейс ввода-вывода |
| Модель (Кодовое название)   | Дата выпуска    | Архитектура и техпроцесс (нм) | Транзисторы (млрд.) и площадь | Конфигурация ядра | Частота, МГц | Текстур, ( Гига- текселей/с) | Пикселей, ( Гига-пикселей/ с) | Половинная точность        | Одинарная точность         | Двойная точность           | Тип и ширина (бит) | Объём (ГБ) | Частота ( МТранс/с) | Пропускная способность ( ГБ/с) | TDP     | Интерфейс ввода-вывода |
| --------------------------- | --------------- | ----------------------------- | ----------------------------- | ----------------- | ------------ | ---------------------------- | ----------------------------- | -------------------------- | -------------------------- | -------------------------- | ------------------ | ---------- | ------------------- | ------------------------------ | ------- | ---------------------- |
| Radeon Pro W5500M (Navi 14) | 10 февраля 2020 | RDNA TSMC 7                   | 6,4 × 10 9 158 mm2            | 1408:88:32 22 CU  | 1000 1700    | 88.00 149.6                  | 32.00 54.40                   | 5,632 9,574                | 2,816 4,787                | 176.0 299.2                | GDDR6 128-bit      | 4          | 14000               | 224                            | 65-85 W | PCIe 4,0 ×8            |

1. ↑  Количество унифицированных шейдеров : Количество текстурных блоков (TMU) : Количество блоков растеризации (ROP) и Compute Units (CU)